# Баджувцы
Баджувцы (самоназвание: баджавидж, баджуведж, баджуйцы) — один из памирских народов. Близки или являются субэтнической группой шугнанцев. Проживают в селе Баджув в Рушанском районе Горно-Бадахшанской автономной области Таджикистана. Язык баджувцев считается диалектом шугнанского языка, который относится к иранским языкам индоевропейской семьи. Баджувский диалект больше отличается от собственно шугнанского, чем шахдаринский, и в некоторых свойствах сближается с рушанским. Баджувцы традиционно являются мусульманами.